# Theron Thomas
Theron Thomas (1982) è un paroliere e produttore discografico statunitense. Membro fondatore del gruppo musicale R. City e attivo come autore per altri artisti, nel 2024 ha vinto un Grammy Award al miglior autore non classico.

## Biografia

### Attività all'interno degli R. City
A partire dal 2003 lavora con suo fratello Timothy Thomas esibendosi in eventi come DJ, per poi intraprendere l'attività autoriale per altri artisti dal 2007. I due fratelli formano dunque il duo musicale R. City e iniziano a lavorare come parolieri e produttori per altri interpreti, lavorando anche a successi globali come When I Grow Up delle Pussycat Dolls, Replay di Iyaz, Man Down di Rihanna e We Can't Stop di Miley Cyrus. Mentre continuano a lavorare a musica per altri artisti, nel 2015 gli R. City pubblicano il loro primo album discografico What Dreams Are Made of.

### Attività da solista
Sebbene gran parte dell'attività autoriale sia stata svolta insieme al fratello, a partire dal 2020 Thomas ha iniziato a produrre e scrivere musica per altri artisti principalmente al di fuori del progetto discografico degli R. City. Nel 2024 ha vinto un Grammy Award al miglior autore non classico grazie ai brani scritti per Lil Durk, Tyla, Chloe Bailey, Ciara, Chris Brown, Cordae, Big Boss Vette e Jung Kook.